# Fish Heads
Fish Heads è una canzone del duo rock demenziale Barnes & Barnes dell'album Voobaha e pubblicata come singolo un anno prima.

## Significato
La canzone parla delle cose che possono e non possono fare le teste di pesce (es: giocare a baseball, ballare, suonare i tamburi, indossare vestiti o bere del cappuccino con delle donne asiatiche in un ristorante italiano).

## Tracce
1. Fish Heads – 2:23
2. High School Gym – 2:18

## Il video
Per il singolo dei Barnes & Barnes venne fatto un video trasmesso su MTV che mostra tutte le cose descritte nella canzone. Il video fu diretto da Bill Paxton, dove fa anche una breve apparizione.

## Cover
- Wild Man Fischer incise una cover di Fish Heads nel suo album Pronounced Normal
- Eagle-Eye Cherry incise una cover come lato B del singolo Desireless tratto dall'omonimo album.
- I Duran Duran ne fecero una cover live in un loro tour
- Buck 65 ne fece una cover

## Nella cultura di massa
- Robert Haimer, uno dei membri dei Barnes & Barnes, ne fece una cover su YouTube, dove la frase "fish heads" fu sostituita con "YouTube"
- Nella versione originale dell'apisodio La paura fa novanta VII, nello spezzone Il mostro e io, Homer canticchia la canzone mentre trasporta un secchio pieno di teste di pesce. Nella versione italiana canta una canzone diversa ma simile.